# العلاقات النيجرية الهندية
العلاقات النيجرية الهندية هي العلاقات الثنائية التي تجمع بين النيجر والهند.

## مقارنة بين البلدين
هذه مقارنة عامة ومرجعية للدولتين:
| وجه المقارنة                                              | النيجر          | الهند                       |
| --------------------------------------------------------- | --------------- | --------------------------- |
| المساحة (كم2)                                             | 1.27 مليون      | 3.29 مليون                  |
| عدد السكان (نسمة)                                         | 21.48 مليون     | 1.35 مليار                  |
| الكثافة السكانية (ن./كم²)                                 | 16.91           | 410.33                      |
| العاصمة                                                   | نيامي           | نيودلهي                     |
| اللغة الرسمية                                             | لغة فرنسية      | اللغة الهندية، لغة إنجليزية |
| العملة                                                    | فرنك غرب أفريقي | روبية هندية                 |
| الناتج المحلي الإجمالي (بليون دولار)                      | 8.12 مليار      | 2.60 تريليون                |
| الناتج المحلي الإجمالي (تعادل القوة الشرائية) بليون دولار | 19.01 مليار     | 8.00 تريليون                |
| الناتج المحلي الإجمالي الاسمي للفرد دولار أمريكي          | 358             | 1.60 ألف                    |
| الناتج المحلي الإجمالي للفرد دولار أمريكي                 | 938             | 5.70 ألف                    |
| مؤشر التنمية البشرية                                      | 0.348           | 0.609                       |
| رمز المكالمات الدولي                                      | +227            | +91                         |
| رمز الإنترنت                                              | .ne             | .in، .भारत ‏، .بھارت ‏،        |
| المنطقة الزمنية                                           | ت ع م+01:00     | ت ع م+05:30، توقيت الهند    |

## منظمات دولية مشتركة
يشترك البلدان في عضوية مجموعة من المنظمات الدولية، منها:
| علم المنظمة | اسم المنظمة                        | تاريخ انضمام النيجر | تاريخ انضمام الهند |
| ----------- | ---------------------------------- | ------------------- | ------------------ |
|             | يونسكو                             | 10 نوفمبر 1960      | 4 نوفمبر 1946      |
|             | الفريق المعني برصد الأرض           | ?                   | ?                  |
|             | مؤسسة التمويل الدولية              | 7 يناير 1980        | 20 يوليو 1956      |
|             | منظمة حظر الأسلحة الكيميائية       | ?                   | ?                  |
|             | مؤسسة التنمية الدولية              | 24 أبريل 1963       | 24 سبتمبر 1960     |
|             | منظمة التجارة العالمية             | ?                   | 1995               |
|             | وكالة ضمان الاستثمار متعدد الأطراف | 10 مايو 2012        | 6 يناير 1994       |
|             | الاتحاد البريدي العالمي            | ?                   | ?                  |
|             | الاتحاد الدولي للاتصالات           | 14 نوفمبر 1960      | 1869               |
|             | منظمة الشرطة الجنائية الدولية      | ?                   | ?                  |
|             | الأمم المتحدة                      | 20 سبتمبر 1960      | 30 أكتوبر 1945     |
|             | البنك الدولي للإنشاء والتعمير      | 24 أبريل 1963       | 27 ديسمبر 1945     |
|             | البنك الإفريقي للتنمية             | ?                   | ?                  |

## وصلات خارجية
- موقع وزارة الخارجية الهندية